# Moschea di Huaisheng
La moschea Huaisheng, anche nota come moschea del Faro, è la principale moschea di Canton. Ricostruita più volte nella storia, la tradizione attribuisce la sua costruzione a oltre 1.300 anni fa, il che la renderebbe una delle più antiche mosche al mondo. È stata intitolata alla memoria del Profeta dell'Islam, Maometto.

## Caratteristiche
La caratteristica più insolita (nel contesto cinese) della moschea è il suo minareto. La torre circolare è alta 36 metri ed è dotata di una punta aguzza. Il minareto potrebbe essere stato utilizzato come faro per le barche, da esso potrebbe derivare il suo nome alternativo (Guangta, letteralmente "torre di luce" o "moschea del faro").

## Nomi alternativi
Guangta può anche essere tradotto come "torre liscia", in riferimento alla superficie del minareto, priva di decorazioni. Minareti così "minimalisti" si possono trovare anche al di fuori della Cina, ad esempio nella Moschea del Khan a Kasimov, Russia.
L'altro nome della moschea Huaisheng (Huaisheng Si), significa "coltivare il sacro" o "coltivare il saggio", presumibilmente in riferimento al profeta Maometto. Questo nome è stato romanizzato in vari modi, ad esempio come moschea Hwai Sun Su, moschea Huai-Sheng, moschea Huai-Shang e moschea Huai-Shang Si. La moschea è anche indicata come Grande moschea di Canton e come moschea Ying Tong.

## Storia
I vecchi manoscritti islamici cinesi affermano che la moschea fu costruita nel 627 d.C. da Sa'd ibn Abi Waqqas, che era lo zio di Maometto e affermano che sarebbe venuto nella sua prima missione islamica in Cina nel 620. Sebbene i moderni studiosi laici non abbiano trovano alcuna prova storica che Sa'd ibn Abi Waqqas abbia realmente visitato la Cina, sono d'accordo che i primi musulmani devono essere arrivati in Cina nel VII secolo, e che i grandi centri commerciali come Canton, Quanzhou e Yangzhou probabilmente videro la costruzione delle loro prime moschee già durante il dominio della dinastia Tang, anche finora non sono state trovate fonti affidabili, attestanti la loro effettiva esistenza.
È certo che la moschea esisteva durante la dinastia Tang, o nei primi anni della dinastia Song. La moschea fu ricostruita nel 1350 e poi di nuovo nel 1695, dopo la distruzione a causa di un incendio. Il faro di Huaisheng o minareto fu costruito in un periodo precedente.

## Trasporti
La moschea è raggiungibile a piedi, andando verso sud-est dalla Stazione Ximenkou della metropolitana di Canton.